# Артега-и-Бетанкур, Мануэль
Мануэль Артега-и-Бетанкур (исп. Manuel Arteaga y Betancourt; 28 декабря 1879, Пуэрто-Принсипе, Куба — 20 марта 1963, Гавана, Куба) — первый кубинский кардинал. Архиепископ Сан-Кристобаль-де-Ла-Гавана с 26 декабря 1941 по 20 марта 1963. Кардинал-священник с 18 февраля 1946, с титулом церкви Сан-Лоренцо-ин-Лучина с 28 февраля 1946.

## Ранние годы
Мануэль Артега-и-Бетанкур родился в провинции Камагуэй. Крещённый 17 апреля 1880 года как Мануэль Франсиско дель Корасон де Хесус о. Вихилио Артегой. 17 ноября 1882 года обряд конфирмации провёл архиепископ Хосе Мария Мартин де Эррера-и-де-ла-Иглесия. Его дядя по отцовской линии, ранее покинувший Кубу по политическим причинам, священник Рикардо Артеага Монтехо, принимает Мануэля у себя в Венесуэле.

## Образование и священство
15 июня 1898 года Артега получает степень бакалавра по философии в Центральном университете Венесуэлы, а в 1900 году поступает в монастырь капуцинов в Каракасе. Однако из-за плохого состояния здоровья 12 апреля 1901 года он покинул монастырь и поступил в семинарию Санта-Росы де Лима в Каракасе.
Получив в 1902 году субдиаконат и диаконат, в конце концов Артега был рукоположён в священника 17 апреля 1904 года архиепископом Хуаном Баутиста Кастро. С 1906 по 1912 он совершал пастырскую работу в Кумане, а затем до 1915 года в Камагуэе. До того, как он стал преподавателем канонов в 1916 году, Артега был назначен провизором и епархиальным викарием Гаваны в 1915 году. 31 мая 1926 года Артега был возведён в рангпридворного прелата Его Святейшества, что позволило ему титуловаться монсеньором и он был назначен капитулярным викарием Гаваны 3 января 1940 года.

## Архиепископ Гаваны
28 декабря 1941 года Артега был назначен Папой Пием XI на должность архиепископа Гаваны и, таким образом, стал примасом Кубинской церкви. 24 февраля 1942 года он получил своё епископское посвящение от архиепископа Джорджа Каруана, соконсекраторами которого были архиепископ Мануэль Субисарретта-и-Унамунсага, OCD и епископ Эдуардо Мартинес-и-Далмау, C.P. в кафедральном соборе Гаваны.

## Кардинал
18 февраля 1946 года Папа Пий XII возвёл Артегу в сан кардинала-священника с титулом церкви Сан-Лоренцо-ин-Лучина. Таким образом, он стал первым кубинцем — членом Священной Коллегии кардиналов.
В августе 1953 года Артеага получил рану на лбу, о чём сообщила подцензурная пресса, которая была вызвана падением в его архиепископской резиденции и потребовала наложения двадцати швов. Кардинал, в пастырском письме в сентябре, позднее объяснил, что его рана была «обычной преступной попыткой» группы незнакомцев, поставив под сомнение подозрения, что она была нанесена пистолетом правительственными агентами, которые искали в его резиденции для скрытых контрреволюционеров или оружие.
Артега был одним из кардиналов-выборщиков, которые принимали участие в папском конклаве 1958 года, который избрал Папу Иоанна XXIII.
Преследуемый коммунистическим режимом Фиделя Кастро, примас укрывался в аргентинском посольстве и апостольской нунциатуре с 1961 по 1962 год, когда его госпитализировали в больницу Сан-Хуан де Диос в Гаване.
В 1962 году кардинал Артега умер в этой же больнице, в возрасте 83 лет. Похоронен на кладбище Колон.

## Разное
Артега был сторонником кубинского диктатора Фульхенсио Батисты, которого он и другие миряне поздравляли с приходом к власти.
Он яростно не одобрял узкие и имеющий большой вырез женские одежды, и даже запрещал такой наряд на свадьбах под страхом приостановки церемонии.